# 大根夕佳
大根 夕佳（おおね ゆか、本名も同じ、1971年8月4日 -  ）は1980年代から1990年代にかけて活躍した歌手。石川県七尾市出身。血液型はO型。堀越高等学校卒業。

## 来歴
幼少の頃から金沢市にある、乙田修三歌謡教室に通い、のど自慢荒らしとして知られていた。中学1年生の頃、単身で上京し、1985年4月21日、「霧雨のダイアリー」で歌手デビュー。1988年4月21日発売の「花嫁橋」より、芸名を松音ゆかりに改名し、演歌歌手として再デビューを図った。

## 人物
- デビュー当時の身長は143センチ、体重は33キロという非常に小柄な人物だった。
- 本名の大根はよく「ダイコン」と呼び間違えられていた。
- 歌唱力が高く、高音のよく澄んだ歌声であった。後の演歌歌手転身は本人の当初からの希望であったと言う。
- 好きな歌手はイルカ、趣味はピアノ・写真を撮ること・ぬいぐるみ集めである。

## ディスコグラフィ

### シングル
- 全てバップからリリース。

| #               | 発売日          | A/B面         | タイトル             | 作詞          | 作曲          | 編曲          | 規格品番      |
| 大根夕佳 名義   | 大根夕佳 名義   | 大根夕佳 名義 | 大根夕佳 名義        | 大根夕佳 名義 | 大根夕佳 名義 | 大根夕佳 名義 | 大根夕佳 名義 |
| --------------- | --------------- | ------------- | -------------------- | ------------- | ------------- | ------------- | ------------- |
| 1               | 1985年 4月21日  | A面           | 霧雨のダイアリー     | ちあき哲也    | 和泉常寛      | 大谷和夫      | 10181-07      |
| 1               | 1985年 4月21日  | B面           | 潮風のひと           | ちあき哲也    | 和泉常寛      | 大谷和夫      | 10181-07      |
| 2               | 1985年 8月1日   | A面           | 話し中               | 三浦徳子      | 芹澤廣明      | 中村哲        | 10195-07      |
| 2               | 1985年 8月1日   | B面           | ロンリーチックタック | 佐藤純子      | 西木栄二      | 若草恵        | 10195-07      |
| 3               | 1986年 1月21日  | A面           | ふ♥りょ♥う           | 山川啓介      | 馬飼野康二    | 若草恵        | 10216-07      |
| 3               | 1986年 1月21日  | B面           | あなたが♥好きです    | 内藤綾子      | 水谷公生      | 水谷公生      | 10216-07      |
| 松音ゆかり 名義 |                 |               |                      |               |               |               |               |
| 1               | 1988年 4月21日  | A面           | 花嫁橋               | 麻木かおる    | 竹田賢        | 京建輔        | 10303-07      |
| 1               | 1988年 4月21日  | B面           | 初恋岬               | 麻木かおる    | 竹田賢        | 京建輔        | 10303-07      |
| 2               | 1989年 1月21日  | A面           | 恋港                 | 石本美由起    | 四方章人      | 斉藤恒夫      | 10330-07      |
| 2               | 1989年 1月21日  | B面           | 城下町幾春秋         | 石本美由起    | 四方章人      | 斉藤恒夫      | 10330-07      |
| 3               | 1992年 10月21日 | 01            | 江差恋唄             | 里村龍一      | 猪俣公章      | 前田俊明      | VPDA-20467    |
| 3               | 1992年 10月21日 | 02            | 女の時代             | 里村龍一      | 猪俣公章      | 前田俊明      | VPDA-20467    |

### アルバム

#### オムニバス・アルバム
- Be-Vap アイドルスクール 2学期 1985～1986（2017年6月21日／CDSOL-1790）
  - 「霧雨のダイアリー」「潮風のひと」「話し中」「ロンリーチックタック」「ふ♥りょ♥う」「あなたが♥好きです」収録。